# Euphorbia fischeriana
Euphorbia fischeriana — вид рослин із родини молочайних (Euphorbiaceae), зростає на сході Азії.

## Опис
Це трава заввишки 15–45 см. Стебло одинарне, товщиною 5–7 мм. Листки чергуються; прилистки відсутні; ніжка листка відсутня; прикореневі яйцювато-довгасті, 10–20 × 4–6 мм; листові пластини поступово збільшуються вгору, до довгастих, 4–6.5 × 1–2 см, основа підрізана, вершина округла або гостра. Квітки жовті. Період цвітіння і плодоношення: травень — липень. Плодоніжка до 5 мм Коробочка яйцевидно-куляста, ≈ 6 × 6–7 мм, біло кошлата. Насіння стиснено кулясте, ≈ 4 × 4 мм, сіро-коричневе, адаксіально смугасте, смужки неясні.

## Поширення
Зростає на сході Азії: Монголія, Китай, південно-східний Сибір. Населяє луки, сухі нижні схили гір, соснові ліси; на висотах 100–600 метрів.